# Alireza Beiranvand
Alireza Safar Beiranvand (Perzisch: علیرضا صفر بیرانوند; Khorramabad, 22 september 1992) is een Iraans voetballer die als doelman speelt.

## Clubcarrière
Sinds 2007 komt Beiranvand uit voor Naft Tehran FC, actief in de Iran Pro League. Na enkele seizoenen in de jeugd te hebben gespeeld debuteerde hij op 17 augustus 2012 in de hoofdmacht. In de loop van het tweede seizoen bemachtigde hij een basisplaats. In 84 wedstrijden voor de club uit Teheran, kon hij 33 keer de nul houden. Na enkele seizoenen bij Naft Tehran FC werd hij vanaf het seizoen 2016-2017 transfervrij overgenomen door Persepolis FC, tevens actief in de Iran Pro League. In de periode van 2016-2020 tekende Beiranvand 75 clean sheets op in 132 wedstrijden. Op 28 juli 2020 werd hij door Royal Antwerp FC voor een afkoopsom van ongeveer 600.000€ overgenomen waar hij nog een contract heeft tot 30 juni 2023.

## Statistieken
| Seizoen         | Club            | Competitie      | Competitie | Competitie | Beker | Beker | Internat. | Internat. | Totaal | Totaal |
| Seizoen         | Club            | Competitie      | Wed.       | Dlp.       | Wed.  | Dlp.  | Wed.      | Dlp.      | Wed.   | Dlp.   |
| --------------- | --------------- | --------------- | ---------- | ---------- | ----- | ----- | --------- | --------- | ------ | ------ |
| 2012/13         | Naft Tehran FC  | Iran Pro League | 1          | 0          | 0     | 0     | 0         | 0         | 1      | 0      |
| 2013/14         | Naft Tehran FC  | Iran Pro League | 23         | 0          | 1     | 0     | 0         | 0         | 24     | 0      |
| 2014/15         | Naft Tehran FC  | Iran Pro League | 26         | 0          | 2     | 0     | 11        | 0         | 39     | 0      |
| 2015/16         | Naft Tehran FC  | Iran Pro League | 19         | 0          | 1     | 0     | 1         | 0         | 21     | 0      |
| 2016/17         | Persepolis FC   | Iran Pro League | 24         | 0          | 0     | 0     | 12        | 0         | 36     | 0      |
| 2017/18         | Persepolis FC   | Iran Pro League | 27         | 0          | 3     | 0     | 14        | 0         | 44     | 0      |
| 2018/19         | Persepolis FC   | Iran Pro League | 24         | 0          | 3     | 0     | 6         | 0         | 33     | 0      |
| 2019/20         | Persepolis FC   | Iran Pro League | 14         | 0          | 2     | 0     | 2         | 0         | 18     | 0      |
| 2020/21         | Antwerp FC      | Eerste klasse A | 10         | 0          | 0     | 0     | 2         | 0         | 12     | 0      |
| 2021/22         | Antwerp FC      | Eerste klasse A | 0          | 0          | 0     | 0     | 0         | 0         | 0      | 0      |
| 2021/22         | →Boavista FC    | Primeira Liga   | 0          | 0          | 0     | 0     | 0         | 0         | 0      | 0      |
| Carrière totaal | Carrière totaal | Carrière totaal | 166        | 0          | 12    | 0     | 48        | 0         | 226    | 0      |

## Interlandcarrière
Beiranvand kwam uit in enkele jeugdteams. In mei 2014 maakte bondscoach Carlos Queiroz bekend hem te selecteren voor de preselectie van Iran voor het wereldkampioenschap in Brazilië. Uiteindelijk kwam hij niet door tot de definitieve selectie. Op 4 januari 2015 maakte hij zijn debuut in het Iraans voetbalelftal in een oefeninterland tegen Irak (0–1 winst). In september 2015 was hij eerste doelman in een kwalificatiewedstrijd voor het wereldkampioenschap voetbal 2018 tegen Guam, die met 6–0 werd gewonnen. De terugwedstrijd tegen Guam, op 17 november 2015, was Beiranvands derde interland. In de 72ste minuut werd hij met een rode kaart van het veld gestuurd.